# Дистанционное управление активной мощностью
Дистанционное управление активной мощностью — распределенная система уровня единой энергосистемы России для автоматической передачи дистанционных заданий плановой мощности из диспетчерских центров на объект генерации по выделенным каналам.
Дистанционное управление активной мощностью в России развивается в рамках цифровизации электроэнергетической отрасли и является одной из задач в рамках государственной программы развития электроэнергетики.
Основным техническим регулятором этой темы является СО ЕЭС.

### История развития дистанционного управления активной мощностью
Тема дистанционного управления активной мощностью из диспетчерских центров развивается с 2014 года, когда по инициативе компании РусГидро были реализованы пилотные проекты, а затем отмасштабированы на большинство крупных ГЭС и началось масштабирование на малые ГЭС. В планах реализовать дистанционное управление на всех гидроэлектростанциях РусГидро.
Актуальные на 2023 год планы СО ЕЭС и тенденции развития технологии отражены в презентации.

### Технология дистанционного управления активной мощностью
По сути дистанционное управление представляет собой двусторонний информационный обмен между диспетчерским центром и объектом генерации по резервированным выделенным каналам. В рамках этого информационного обмена на электростанцию из диспетчерского центра доставляются задания плановой мощности, как правило на группу генераторов (ГТП). Далее на уровне электростанции эти задания распределяются между конкретными генераторами и обрабатываются в автоматической системе управления мощностью. Таким образом, исключается человеческий фактор из цепочки доставки планового задания до генераторов и станция может теоретически управляться полностью из удаленного диспетчерского центра. Это создает базу для работы электростанций без персонала (малые ГЭС), а для крупных электростанций исключает ошибку человеческого фактора при участии электростанции в суточном регулировании графика нагрузки.
Технически система состоит из части на стороне СО ЕЭС - СДПМ ДЦ (система доставки плановой мощности диспетчерского центра), каналов передачи информации и АСЭ СДПМ (автоматизированная система электростанции системы доставки плановой мощности). Для реализации СДПМ системный оператор предлагает использовать те же каналы информ.обмена, что и СОТИ АССО (система обмена технологической информацией автоматической системы системного оператора).

### Нормативные документы
Под эгидой СО ЕЭС разрабатывается нормативная документация, регламентирующая требования к осуществлению дистанционного управления активной мощностью. Первыми в качестве государственного стандарта были приняты общие технические требования к дистанционному управлению ГЭС.
Аналогичный стандарт разработан и для тепловых электростанций.

### Технические решения
Для внедрения дистанционного управления активной мощностью на тепловых электростанциях требуется реализация в том числе и станционного звена системы, так называемая АСЭ СДПМ. Для реализации АСЭ СДПМ на рынке есть специальные программные продукты, например ПРОСТОР.СДПМ.